# Acquaworld
Acquaworld è un parco acquatico italiano situato nel comune di Concorezzo, in provincia di Monza e Brianza, aperto nell'estate del 2011; si tratta del primo parco acquatico al chiuso in Italia. 
Il parco è accessibile per tutto l'anno grazie ad una tecnologia che permette di ottenere una temperatura controllata sia nell'aria che nell'acqua e vasche, interne ed esterne, riscaldate a una temperatura di minimo 30 °C. 
Acquaworld ha una superficie di circa 35.000 m2. La parte indoor è coperta da 3 cupole trasparenti di Etfe, un polimero artificiale ricavato dal fluoro, già utilizzato per l'Allianz Arena di Monaco e il Water Cube di Pechino. Questo materiale è noto per la sua straordinaria resistenza agli agenti atmosferici, garantendo una durabilità superiore rispetto ai materiali tradizionali. La scelta dell'Etfe per la cupola assicura anche un'elevata efficienza energetica, grazie alla sua resistenza termica, contribuendo al comfort degli ospiti in ogni stagione. Inoltre grazie alla sua trasparenza, l'Etfe permette alla luce naturale di filtrare, creando un ambiente luminoso e accogliente.
La struttura è suddivisa in quattro grandi aree, ognuna pensata per offrire un'esperienza unica:
- L'Area Fun, con tantissime attrazioni per il divertimento di tutta la famiglia

- L'Area Benessere, 5.000 mq interamente dedicati al relax e al benessere

- L'Area Summer, un vasto spazio all’aperto ideale per le famiglie

- Tiki Bay, una nuova area con più di 10.000 mq interamente tematizzati in stile isola tropicale

Il Parco è stato aperto nell'estate 2011, nella sola parte ludica. Il 1° ottobre dello stesso anno è stata aperta l’area benessere con il taglio del nastro da parte dell'allora presidente di Regione Lombardia Roberto Formigoni.

## Il Parco
Acquaworld è il luogo perfetto per il divertimento di tutta la famiglia! Il Parco è suddiviso nelle seguenti aree:
- Area Fun: un’ampia area con scivoli adrenalinici adatti a tutta la famiglia, una piscina a onde, un fiume artificiale, una vasca esterna accessibile sia d’inverno che d’estate e tante altre attrazioni per il divertimento di tutti. Qui potrai trovare anche il Miniworld: un playground acquatico, ideato per i più piccoli, con vasche e scivoli a misura di bambino e tanti giochi d'acqua per garantire un'esperienza di divertimento sicura e coinvolgente.
- Area Benessere: uno spazio interamente dedicato al relax e al benessere. L’area dispone di vasche interne ed esterne utilizzabili in ogni stagione, una grotta con cascata che simula un temporale monsonico, idromassaggi per purificare e rilassare il corpo, getti cervicali, Frigidarium e Calidarium, sauna, bagno turco e una stanza del sale dell’Himalaya. Per garantire un’esperienza ottimale, l’accesso è riservato agli ospiti con un’altezza minima di 160 cm o 16 anni compiuti.
- Area Summer: un vasto spazio all’aperto ideale per le famiglie, dove i più piccoli possono esplorare attrazioni come lo Spray Park dei Pirati e la Mini Summer. L’area è attrezzata con un chiringuito, lettini e ombrelloni per rilassarsi al sole tra un tuffo e l'altro.
- Tiki Bay: una nuova area di 10.000 mq in stile isola tropicale, caratterizzata da una spiaggia di sabbia bianca con ombrelloni in paglia, scivoli coloratissimi, un ristorante esclusivo in legno e paglia e tantissimi giochi d’acqua. Per chi cerca maggiore riservatezza sono disponibili degli esclusivi Letti Balinesi e delle Cabanas dotate di lettini, amaca, frigorifero, cassetta di sicurezza, prese di corrente, idromassaggio e tutti i comfort necessari per garantire un'esperienza di assoluta tranquillità.

Nel Parco sono presenti diversi punti ristoro, uno dei quali è interamente tematizzato a tema “Pirati”. In tutti i punti ristoro potrai scegliere tra una vasta gamma di piatti freddi e caldi stagionali preparati con ingredienti selezionati e di qualità.
Acquaworld si presta molto bene a ospitare eventi privati, come feste di compleanno e addii al nubilato, o eventi aziendali. La struttura infatti dispone di una Sala Plenaria da 110 persone, modulabile secondo le necessità del cliente e permette l’affitto di spazi in esclusiva.

## Gli scivoli
Ad Acquaworld potrai trovare più di 20 scivoli, i più amati sono:
- Magic Eye: scivolo per gommone doppio o singolo, livello di adrenalina medio
- Green Python: scivolo per gommone singolo, livello di adrenalina medio
- Ice Express: scivolo a corpo libero, livello di adrenalina medio
- Blue Speed: scivolo a corpo libero, il più adrenalinico di Acquaworld
- Starlight: scivolo a corpo libero, livello di adrenalina alto
- Turboslide: scivolo a corpo libero, livello di adrenalina alto
- Black Mamba: scivolo per gommone doppio o singolo, livello di adrenalina medio
- Space Bowl: scivolo a imbuto, da svolgere a corpo libero. Livello di adrenalina medio
- Baby Slide: scivolo multi-pista coloratissimo, perfetto per i più piccoli
- Maki Maki Tower: una torre con 6 scivoli, ognuno con un percorso unico, nel cuore di Tiki Bay
- Kaora: altri 4 scivoli emozionanti per divertirsi al massimo nella stagione estiva
- Spray Park dei Pirati: un galeone dei pirati con scivoli e giochi d’acqua